# The One That I Love
The One That I Love – utwór maltańskiej wokalistki Chiary, napisany przez Jasona Cassara i Sunny’ego Aquilinę, nagrany oraz wydany w 1998 roku.
W 1998 roku utwór reprezentował Maltę podczas 43. Konkursu Piosenki Eurowizji i zajął ostatecznie trzecie miejsce w końcowej klasyfikacji finału.

## Historia utworu

### Nagrywanie
Utwór został napisany w 1998 roku, muzykę skomponował Jason Paul Cassar, a tekst stworzył Sunny Aquilina. Producentem singla został Manfred Holz, który współpracował nad materiałem z Jürgenem Blömkem i Michaelem Buchnerem.
Oprócz anglojęzycznej wersji singla wokalistka nagrała piosenkę także w języku maltańskim – „Lilek inħobb”.
W 1999 roku niemiecka piosenkarka Melanie Terres stworzyła niemieckojęzyczną wersję utworu – „Der Eine für mich”, którą wydała w formie singla w marcu tego samego roku.

### Konkurs Piosenki Eurowizji 1998
Utwór reprezentował Maltę podczas 47. Konkursu Piosenki Eurowizji w 1998 roku, wygrywając w lutym krajowe eliminacje Song for Europe 1998 z wynikiem 164 punktów od komisji jurorskiej. W finale konkursu odbywającego się 9 maja w Birmingham propozycja zajęła ostatecznie trzecie miejsce w końcowej klasyfikacji, zdobywając łącznie 165 punktów, w tym maksymalne noty (12 punktów) od telewidzów ze Słowacji, Irlandii, Wielkiej Brytanii i Norwegii i przegrywając jedynie z propozycjami „Where Are You?” brytyjskiej reprezentantki Imaani oraz zwyciężczynią, izraelską piosenkarką Daną International i jej przebojem „Diva”

## Lista utworów
CD Maxi Single
1. „The One That I Love” (Eurovision Radio Version) – 2:59
2. „The One That I Love” (Unplugged Version) – 2:59
3. „The One That I Love” (Instrumental) – 2:59
4. „The One That I Love” (Unplugged Instrumental) – 2:59
5. „The One That I Love” (Karaoke – Instrumental) – 2:59